# Tagesschau (Rai Südtirol)
Tagesschau è il telegiornale in lingua tedesca trasmesso dalla sede Rai di Bolzano, filiale altoatesina del servizio pubblico radiotelevisivo italiano.

## Storia

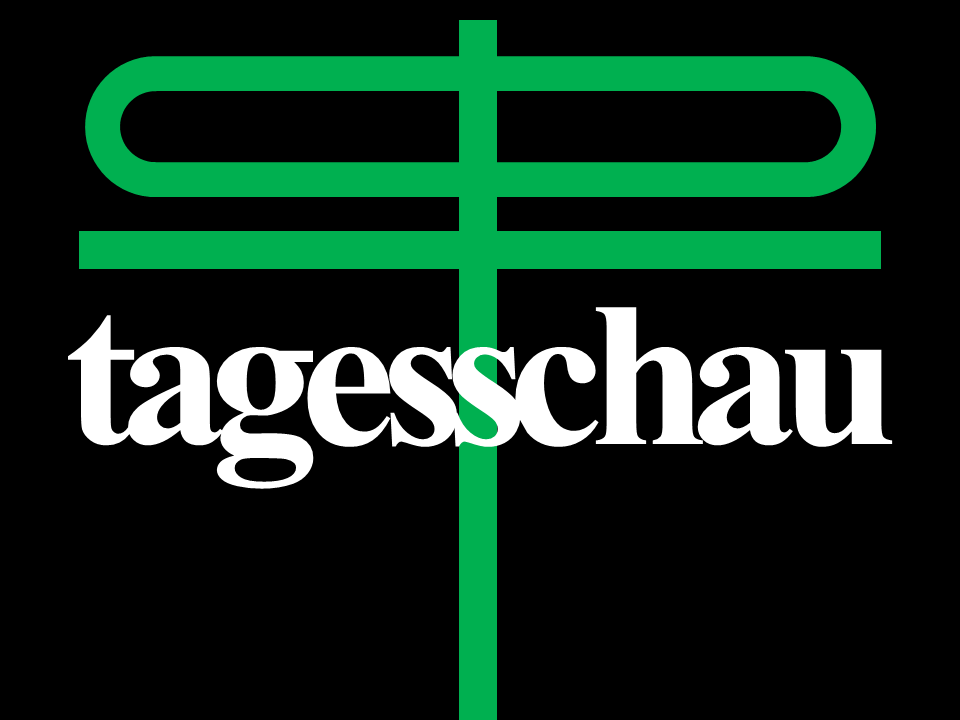
Il logo storico del telegiornale.

Nel 1966 la Rai, su indicazione del governo italiano, decise di istituire un programma televisivo in lingua tedesca da diffondere in Alto Adige, così da andare incontro, almeno parzialmente, alle istanze che giungevano dall'opinione pubblica e dalla politica della provincia, che da circa un decennio richiedevano la libera ricezione dei canali televisivi austriaci, elvetici e tedeschi, rivendicando tale diritto come fondamentale per la tutela della cultura locale. 
Elemento cardine delle cosiddette Versuchssendungen in deutscher Sprache ("trasmissioni sperimentali in lingua tedesca", le prime a carattere "regionale" nella storia della televisione italiana ed europea) del Rai Sender Bozen, inizialmente fissate in un'ora in fascia preserale sul Secondo Canale (da diffondersi prima della regolare programmazione nazionale), era il telegiornale delle ore 20:00, battezzato analogamente agli omologhi delle stazioni germanofone Tagesschau. 
Esso però non sarebbe stato un "bollettino regionale" sul modello dei gazzettini radiofonici o dei futuri TG regionali (che sarebbero arrivati tredici anni dopo), ma un notiziario completo, con pagina nazionale, esteri e sport. Ai fini di tale esigenza era inevitabile prevedere che la redazione dovesse avere accesso al canale Eurovision News (la rete televisiva in bassa frequenza tramite la quale le emittenti associate all'Unione europea di radiodiffusione si scambiavano i filmati), i cui allacciamenti erano, per ragioni di costo, limitati ai soli centri di produzione Rai di Roma e Milano. In virtù di ciò, nonché della volontà aziendale e governativa di tenere questo nuovo "prodotto" sotto attento controllo, la redazione centrale e lo studio di trasmissione del Tagesschau furono stabiliti nella capitale d'Italia e subordinati alla direzione del Telegiornale.
Tra la fine del 1965 e l'inizio del 1966 parte del personale impiegato alla sede Rai di Bolzano (all'epoca attiva solo per la produzione radiofonica, che dal 1945 avveniva parallelamente in italiano, tedesco e ladino) fu, con pochissimo preavviso e praticamente senza nessuna preparazione, inviato al CPTV romano di via Teulada per costituire il "gruppo di lavoro" del programma tedesco. Per il telegiornale furono "scritturati" e trasferiti a Roma gli speaker Aldo Parmeggiani e Uwe Ladinser e i giornalisti Fritz Scrinzi, Franz Von Walther e Kurt Andrich, coadiuvati dalle segretarie Auguste Resch Boesso, Johanna Simeaner e Ingeborg Haan Consiglio. A Bolzano venne costituita altresì una redazione distaccata con i giornalisti Paul Pichler e Robert Pöder.
Il meccanismo di lavoro che derivò da tale sistema a "doppia gamba" era farraginoso: la redazione di Bolzano doveva infatti inviare i propri servizi a mediante ponte radio in bassa frequenza a Roma, ove si procedeva al montaggio e all'assemblaggio con i servizi ivi prodotti. Il notiziario veniva quindi messo in onda dalla capitale: il medesimo ponte radio inviava il segnale ai trasmettitori altoatesini, tramite i quali il programma veniva effettivamente irradiato.
La difficoltà era acuita dall'impreparazione tecnica di quasi tutto il personale all'uso del medium televisivo (che dovette essere "imparato facendo"), dal doversi rapportare con personale tecnico (cameramen, montatori, registi) italiano e perlopiù incapace di comprendere il tedesco, nonché nondimeno dal dipendere da capiredattori italiani, nelle persone di Tullio Armani a Bolzano e Ivo Butturini (poi sostituito da Biagio Agnes) a Roma, i quali avevano poca sensibilità per le esigenze delle minoranze linguistiche e non di rado s'ingerivano nella scaletta del telegiornale tedesco per imporre l'inserimento di determinate notizie (perlopiù del cosiddetto "pastone politico" sulle attività del governo).
Superate le difficoltà iniziali e vinta la diffidenza dei colleghi italiani (alcuni dei quali avevano guardato con sospetto gli operatori altoatesini, collegandoli sbrigativamente alla delicata situazione della loro provincia, all'epoca interessata da attentati e da una feroce lotta politica per la conquista dell'autonomia provinciale), il personale tedesco si ambientò abbastanza agevolmente in quel di Roma e nell'ambiente Rai: Uwe Ladinser, che pure non era giornalista, fu per qualche tempo rappresentante sindacale della redazione del Telegiornale e iniziò a collaborare come corrispondente per l'agenzia di stampa tedesca DPA. Aldo Parmeggiani invece venne cooptato nella redazione tedesca di Radio Vaticana, che gli permise di realizzare il praticantato giornalistico e di iscriversi all'albo professionale.
Tra gli anni 1970 e 1980, grazie anche all'avvento di Piero Agostini come caporedattore, la redazione di lingua tedesca iniziò a godere di una maggiore autonomia: nel 1977 avvenne quindi il distacco dalla redazione italiana e la nomina di un caporedattore autonomo, nella persona di Hansjörg Kucera. A seguito dell'ottenimento dell'autonomia provinciale altoatesina, concessa nel 1972, si iniziò inoltre a chiedere che la redazione del Tagesschau fosse integralmente trasferita a Bolzano. La pressione in tal senso si intensificò nel 1979 a seguito del passaggio del programma tedesco sulla Terza Rete a carattere regionale, per la quale tutte le redazioni locali della Rai iniziarono a produrre e trasmettere i propri telegiornali dalle proprie sedi. Oltre ai costi legati alla doppia redazione (che nei momenti di massimo lavoro contava fino a cinque giornalisti), il continuo ricorso ai ponti radio tra Bolzano e Roma costringeva il personale a lavorare in tempi strettissimi: non di rado, non essendo terminato per tempo il montaggio, alcuni servizi venivano passati direttamente dalla bassa frequenza alla diretta, con un'inevitabile riduzione della qualità audio-video e il costante rischio di black-out del segnale. Tuttavia il personale di stanza a Roma, parte del quale vi risiedeva ininterrottamente dal 1966, era ormai tanto ben radicato nella capitale da rifiutare categoricamente la prospettiva di un rientro a Bolzano.
Il Tagesschau inoltre, come tutto il palinsesto televisivo in lingua tedesca (negli anni 1970 progressivamente sviluppatosi ben oltre la singola ora dei primi anni), scontava la difficile convivenza con i segnali nazionali delle reti Rai: quando infatti il Sender Bozen trasmetteva, il normale segnale della Seconda Rete prima e della Terza Rete poi diventava irricevibile su tutto il territorio di competenza. Se nei primi anni di esercizio questa caratteristica non era stata un problema, ché la Seconda Rete televisiva trasmetteva in orari diversi rispetto al programma tedesco, l'estensione del palinsesto nazionale a quasi tutte le ore del giorno aveva iniziato a causare sovrapposizioni. I telespettatori di lingua italiana presero dunque a protestare contro "l'invadenza" del programma tedesco: le lamentele si facevano ancor più vibranti allorché il Sender Bozen "copriva" la messa in onda di grandi eventi, soprattutto sportivi e dello spettacolo. La direzione generale della Rai in più occasioni chiese al Tagesschau di andare in onda in orari diversi così da limitare questa problematica, ma la redazione in molti casi si rifiutò, evidenziando come l'orario fisso di messa in onda fosse un punto fermo per la credibilità del telegiornale e la fidelizzazione del pubblico. Fu questo, la sera del 7 dicembre 1986, a porre la struttura televisiva Rai in lingua tedesca al centro delle polemiche, allorché l'inizio delle trasmissioni regionali andò a "coprire" sul territorio di competenza un atto dell'opera Nabucco, "prima" della stagione del Teatro alla Scala di Milano proposta in diretta su Raitre. Nei giorni successivi diversi quotidiani nazionali tra cui il Corriere della Sera, Il Sole 24 Ore e Il Giornale attaccarono il Sender Bozen e la redazione del Tagesschau, accusandoli di aver perpetrato un atto deliberato di chiara matrice anti-italiana; il caporedattore Kucera smentì categoricamente una tale lettura, affermando che i telespettatori altoatesini avevano comunque potuto seguire l'opera nella sua integralità grazie alla differita della ZDF (ricevibile grazie alla rete RAS).
Nel 1990 si ottenne un primo passo verso la soluzione dei suddetti problemi, con il trasferimento a Bolzano della prerogativa della messa in onda delle notizie di carattere regionale, mentre a Roma rimasero esteri e nazionale. Allo scopo si adottò la conduzione del telegiornale in collegamento simultaneo da due studi, uno bolzanino, l'altro al CPTV romano di Saxa Rubra, da dove il rispettivo conduttore lanciava il blocco di notizie di propria competenza. Sempre nel 1990 fu attivata la Terza Rete bis, "sdoppiando" il segnale di Raitre sul territorio altoatesino, così da mettere a disposizione del Sender Bozen un canale su cui irradiare il proprio programma senza interferire con il palinsesto Rai nazionale.
Fu poi il caporedattore Hugo Seyr, successore di Kucera, a riuscire nel 1992 a spostare tutta la produzione telegiornalistica presso la sede Rai di Bolzano e a far chiudere lo studio e la sede di Roma, il cui personale fu in parte prepensionato, in parte destinato ad altri incarichi in seno alla Rai e in parte uscì dall'azienda. Nella capitale rimasero solo due corrispondenti, Aldo Parmeggiani e Oktavia Brugger. Alloché Parmeggiani scelse di passare definitivamente a Radio Vaticana, la Brugger proseguì in autonomia fino al 2012, quando fu sostituita da Ulrike van den Driesch. Fino al 1994 l'ufficio di corrispondenza dovette comunque continuare a occuparsi quasi in esclusiva del confezionamento delle pagine nazionali ed estere del Tagesschau, finché anche la sede Rai altoatesina non venne a sua volta allacciata all'Eurovisione.
La dismissione della redazione romana comportò, peraltro, un completo turnover per quanto concerne i conduttori, con l'uscita di scena dei "volti storici" (prepensionati, dimessi o destinati ad altri incarichi) e l'avvento di nuovi "mezzibusti", tra i quali la prima donna (Leonore Scrinzi, figlia del fu Fritz Scrinzi), il creativo Gerd Staffler (già autore di diversi reportage giornalistici di grande impatto, che ottenne una certa celebrità per le proprie variopinte ed estrose cravatte) e Georg Schedereit (già dipendente del BBC World Service, che introdusse altresì gli appuntamenti quotidiani con la rassegna stampa).
Nel 1999 all'edizione delle 20:00 fu affiancata una seconda edizione, trasmessa alle ore 22:10 (Tagesschau 10 nach 10), atta a concludere i programmi della struttura in lingua tedesca.
Dal 2013, previo completamento della digitalizzazione della sede Rai di Bolzano, la trasmissione avviene nel formato d'immagine 16:9.

## Programmazione
Il Tagesschau va in onda quotidianamente dalla sede Rai di Bolzano in due edizioni, alle ore 20:00 e alle 22:10, sul canale Rai Südtirol (che consente la trasmissione dei programmi dedicati alla provincia di Bolzano senza sovrapporsi ai canali nazionali). La rete di ripetitori consente la sua diffusione in Trentino-Alto Adige e nel Veneto settentrionale, con overspill lungo i confini col Tirolo Settentrionale e Orientale, con la Lombardia, il Friuli-Venezia Giulia e la Svizzera. Ogni edizione si apre con i titoli, che presentano le tre notizie principali del giornale, per poi seguire scalette diverse a seconda dell'orario.

### Edizione ore 20:00
In apertura vengono presentate le notizie di interesse nazionale e internazionale (tra 5 e 7 minuti), per poi passare a quelle di interesse regionale e infine alla cultura e allo sport (dal lunedì al sabato). In conclusione vengono proposte le previsioni del tempo per l'Alto Adige. La domenica, al termine del telegiornale, lo sport è trattato più diffusamente all'interno della rubrica Sport am Sonntag ("Lo sport della domenica").

### Edizione ore 22:10 (10 nach 10)
L'edizione 10 nach 10 propone in apertura le notizie di rilevanza locale (tra 13 e 15 minuti), per poi passare a quelle nazionali e internazionali (in genere viene presentato un servizio sulla notizia di cartello, mentre le altre vengono lette in breve). In conclusione vi è la pagina sportiva e il meteo.
In caso di eventi eccezionali la scaletta viene modificata, dando maggior spazio all'evento di primario interesse.

### Meteo
La rubrica dedicata alle previsioni del tempo per la provincia di Bolzano conclude ogni edizione del Tagesschau. È sempre introdotta dalle immagini del giorno di uno dei comuni altoatesini (proposti a rotazione), del quale il conduttore legge le condizioni atmosferiche del giorno appena trascorso. A seguire vengono lette le temperature massime e minime registrate a Bolzano. Questo peculiare "cappello" venne introdotto nel 1990: in origine era inserito in apertura di telegiornale e il suo scopo precipuo era ritardare di qualche istante il "vero" inizio del notiziario, così da permettere agli studi di Bolzano e Roma di perfezionare il collegamento.
La rubrica vera e propria al venerdì è condotta da un membro dell'Ufficio meteorologico provinciale, collegato da uno studio a parte, mentre per il resto della settimana viene presentata da una voce fuori campo. Le previsioni forniscono i dati meteo dell'Europa centrale, per poi focalizzarsi sulla provincia autonoma di Bolzano, offrendo una copertura di tre giorni.

## Caporedattori
- Tullio Armani (1966 - 1967)
- Gianni Faustini (1967 - 1976)
- Piero Agostini (1976 - 1977)
- Hansjörg Kucera (1977 - 1990)
- Hugo Seyr (1990 - 1992)
- Hansjörg Kucera (1992 - 1996)
- Hans Gamper (1996 - 1999)
- Markus Perwanger (1999 – 2006)
- Norbert Grones (2006 – 2010)
- Robert Asam (2010 – 2013)
- Wolfgang Mayr (2013 - 2017)
- Heidy Kessler (2017-2023)
- Michaela Mahlknecht (dal 2023)

## Sigla
La sigla del Tagesschau adotta come jingle una melodia arrangiata elettronicamente, che riprende le prime note del Südtirollied (dal 1998 al 2014).

## Altre produzioni
La redazione produce anche degli speciali monotematici sull'attualità, chiamati Tagesschau Spezial, oltre a tutti i programmi di approfondimento giornalistico e di informazione di Rai Südtirol.